# Municipio de Lacrosse
El municipio de Lacrosse (en inglés: Lacrosse Township) es un municipio ubicado en el condado de Izard en el estado estadounidense de Arkansas. En el año 2010 tenía una población de 323 habitantes y una densidad poblacional de 7,47 personas por km².

## Geografía
El municipio de Lacrosse se encuentra ubicado en las coordenadas 36°5′54″N 91°50′42″O / 36.09833, -91.84500. Según la Oficina del Censo de los Estados Unidos, el municipio tiene una superficie total de 43.25 km², de la cual 43,25 km² corresponden a tierra firme y (0 %) 0 km² es agua.

## Demografía
Según el censo de 2010, había 323 personas residiendo en el municipio de Lacrosse. La densidad de población era de 7,47 hab./km². De los 323 habitantes, el municipio de Lacrosse estaba compuesto por el 95,36 % blancos, el 1,24 % eran amerindios, el 0,62 % eran asiáticos y el 2,79 % eran de una mezcla de razas. Del total de la población el 0,93 % eran hispanos o latinos de cualquier raza.